# Anomaloglossus tamacuarensis
Espèce
Synonymes
- Colostethus tamacuarensis Myers & Donnelly, 1997

Statut de conservation UICN

 DD  : Données insuffisantes
Anomaloglossus tamacuarensis est une espèce d'amphibiens de la famille des Aromobatidae.

## Répartition
Cette espèce se rencontre entre 1 160 et 1 200 m d'altitude sur le tepui Tamacuari dans la Sierra Tapirapecó dans l'État d'Amazonas au Venezuela et dans l'État d'Amazonas au Brésil.

## Étymologie
Son nom d'espèce, composé de tamacuar[i] et du suffixe latin -ensis, « qui vit dans, qui habite », lui a été donné en référence au lieu de sa découverte.

## Publication originale
- Myers & Donnelly, 1997 : A tepui herpetofauna on a granitic mountain (Tamacuari) in the borderland between Venezuela and Brazil: report from the Phipps Tapirapeco Expedition. American Museum Novitates, no 3213, p. 1-71 (texte intégral).